# General Francisco Villa, Tabasco
General Francisco Villa är en ort i Mexiko.   Den ligger i kommunen Cárdenas och delstaten Tabasco, i den sydöstra delen av landet, 600 km öster om huvudstaden Mexico City. General Francisco Villa ligger 23 meter över havet och antalet invånare är 337.
Terrängen runt General Francisco Villa är mycket platt. Runt General Francisco Villa är det ganska tätbefolkat, med 75 invånare per kvadratkilometer. Närmaste större samhälle är Cárdenas, 8,8 km väster om General Francisco Villa. Trakten runt General Francisco Villa består till största delen av jordbruksmark.